# الشارع المالي القابضة
شركة الشارع المالي القابضة (بالإنجليزية: Financial Street Holding Company Limited) هي شركة مدرجة في بورصة شنتشن للأوراق المالية، والتي تعمل بشكل رئيسي في بيع وتأجير العقارات التجارية الراقية في منطقة شارع بكين المالي في بكين، الصين. وتشمل الأنشطة الأخرى تطوير منتجات التكنولوجيا العالية وتوفير خدمات مواقف السيارات.